# Tavastbron

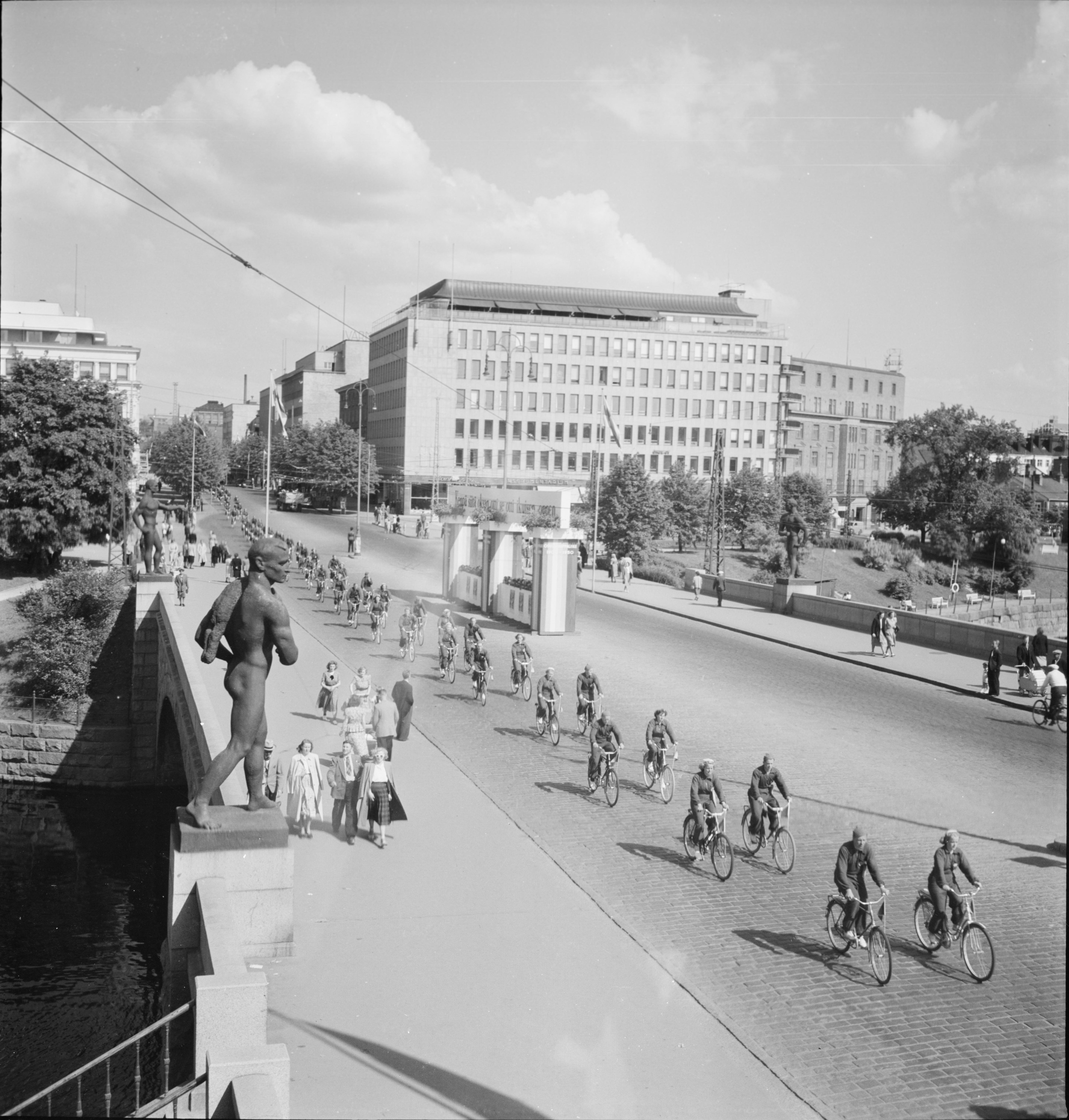
Tavastbron med cykelparad under 50-årsjubileet för kooperativa butiker i Finland.

Tavastbron (finska: Hämeensilta) är en bro i Tammerfors i Finland, som ritades av E.R Eriksson. Den ligger i Tammerfors centrum och leder huvudgatan Tavastgatan över Tammerfors ström.
Dagens Tavastbro av betong och sten färdigställdes 2019 och har samma utseende som den tidigare stenbron, som invigdes 1929. Den tidigare Tavastbron var den andra bron i Tammerfors centrum som var öppen för biltrafik, efter Satakuntabron, som blev klar 1900.
Bron har fyra 4,5 meter höga bronsstatyer, som har övertagits från den tidigare bron. De donerades av industrimannen Rafael Haarla på temat "Birkalands historia" och skapades av Wäinö Aaltonen efter det av Jalmari Finne utarbetade temat. En är en kvinnofigur som avbildar "Finlands jungfru", medan de övriga tre, Skatteindrivaren, Handelsmannen och Jägaren, föreställer medeltida birkarlar.

## Bildgalleri

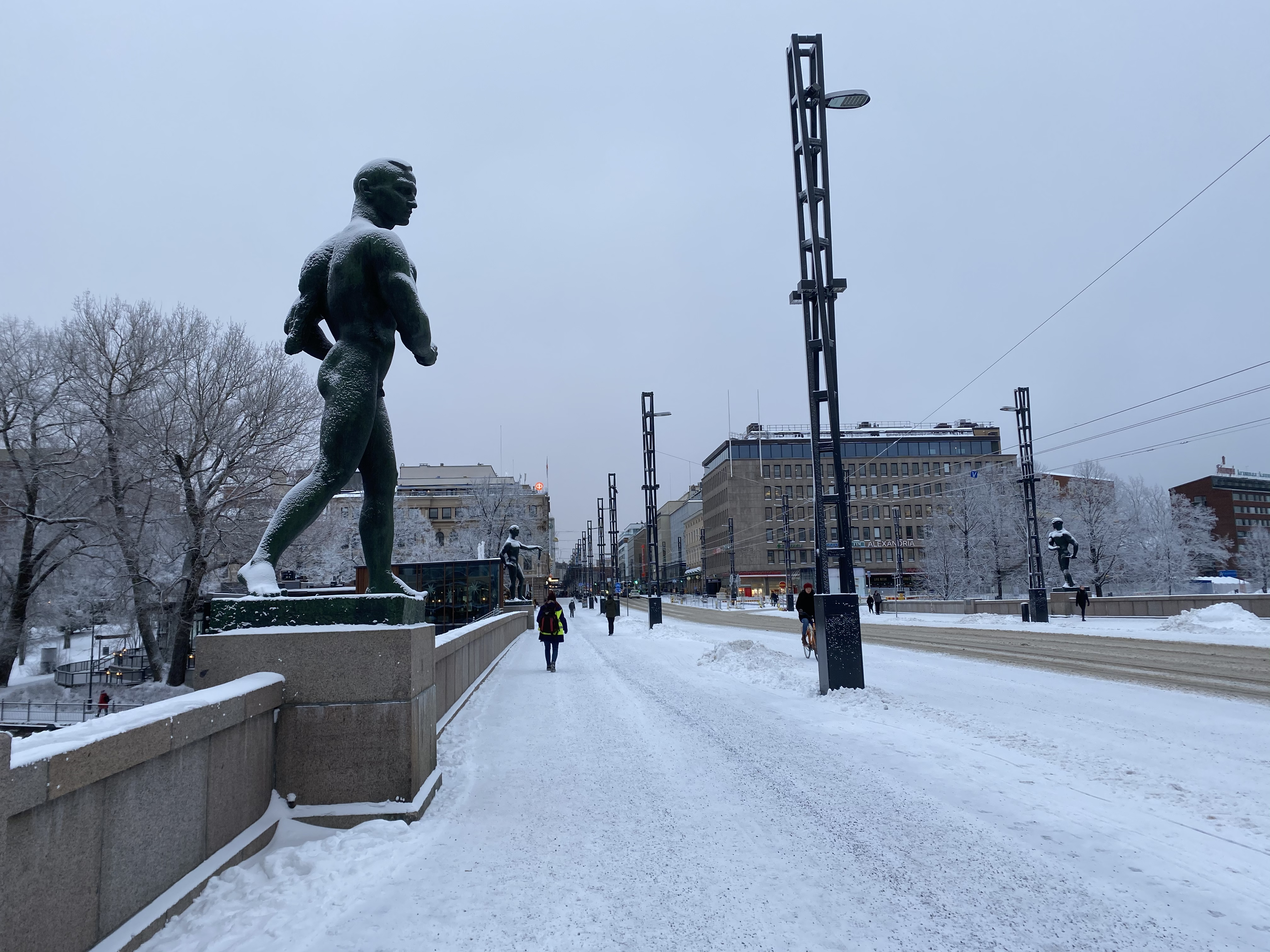
Tavastbron österut med Wäinö Aaltonens Jägaren,  närmast till vänster och Finlands Banks hus i bakgrunden
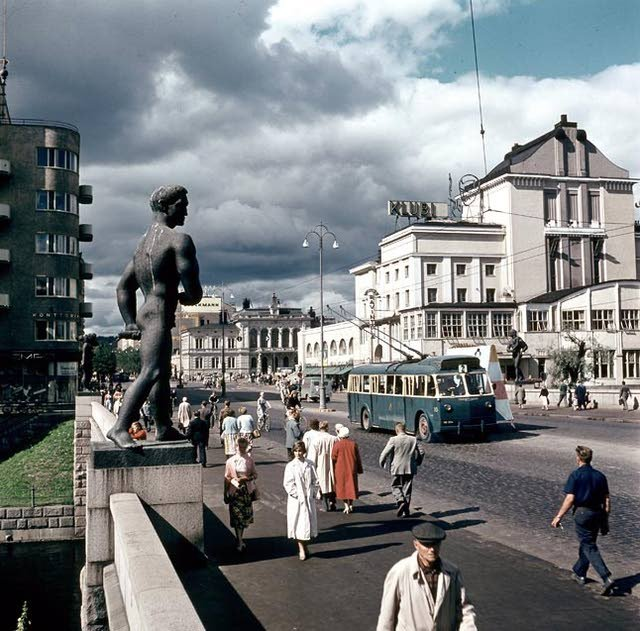
Tavastbron västerut på 1950-talet med Wäinö Aaltonens Skatteindrivare till vänster och Tammerfors teater i bakgrunden